# Bruno Sjöros
Bruno Sjöros, född 12 maj 1880 i Åbo, död där 16 december 1927, var en finländsk språkforskare. 
Sjöros blev filosofie doktor 1907, docent vid Helsingfors universitet i nordiska språk 1910 samt professor i svenska språket vid Åbo Akademi 1923. 
Sjöros skrev bland annat Málaháttr, en studie i fornisländsk metrik (1906), Ordförråd och ortografi i Heliga Birgittas egenhändiga anteckningar (i Svenska litteratursällskapets i Finland "Skrifter", 88, 1909), Till tolkningen af Ynglingasagans visor (i "Studier i nordisk filologi", 3, 1911), Studier över fornvästgötska lagtexter, I–VI (ibid. 6, 9, 13, 1914–22), Äldre Västgötalagen (i Svenska litteratursällskapets i Finland "Skrifter", 144, 1919) och Äldre västgötalagen i nysvensk översättning (1923).